# Società italiana di fisica
La Società italiana di fisica (SIF) è un'associazione che ha lo scopo di promuovere, favorire e tutelare lo studio e il progresso della fisica in Italia e nel mondo. Essa è stata fondata nel 1897 intorno alla rivista Il Nuovo Cimento, sul cui numero di gennaio fu riportato per la prima volta il sottotitolo "Organo della Società Italiana di Fisica". Il gruppo di fondatori era coordinato da Pietro Blaserna, che fu anche il primo presidente della società.
L'attuale sede è in Via Saragozza 12 a Bologna.

## Attività editoriale
Oltre al Nuovo Cimento, la SIF pubblica anche i Quaderni di Storia della Fisica e il Giornale di Fisica. Le riviste Il Nuovo Cimento e Lettere al Nuovo Cimento, già pubblicate dalla Società, sono confluite nelle riviste europee European Physical Journal e Europhysics Letters rispettivamente nel 1986 e nel 1999. Il Bollettino della Società Italiana di Fisica fu pubblicato da 1956 a 1984; nel 1984 diventò Il Nuovo Saggiatore e nel 1991 inglobò un'altra rivista della SIF, Fisica e Tecnologia

## Attività accademica
La SIF organizza annualmente un congresso nazionale di studio presso una delle sedi universitarie italiane. La sessione dedicata ai giovani studenti è stata affidata nell'anno 2015 all'Associazione Italiana Studenti di Fisica e all'organizzazione young Minds. Altre sue iniziative di rilievo sono la gestione della Scuola Internazionale di Fisica "Enrico Fermi" e l'organizzazione di convegni su argomenti specifici. Ha istituito il premio Enrico Fermi, che viene assegnato dal 2001.

## Cariche e soci
Sono previsti due tipi di associazione alla Società: soci effettivi ("possono essere soci effettivi le persone fisiche e gli enti morali") e soci onorari ("possono essere soci onorari le persone che hanno raggiunto una eminente posizione nella scienza fisica").

## Presidenti[2]
- Giovanni Polvani (Università di Milano, 1947-1961)
- Gilberto Bernardini (Sapienza Università di Roma, 1962-1967)
- Giuliano Toraldo di Francia (Università di Firenze, 1968-1973)
- Carlo Castagnoli (Università di Torino, 1974-1981)
- Renato Angelo Ricci  (Università di Padova, 1981-1998)
- Franco Bassani (Scuola Normale di Pisa, 1998-2007)
- Luisa Cifarelli (Università di Bologna, 2008-2019)
- Angela Bracco (Università di Milano, 2019).